# 劇団東京ヴォードヴィルショー
劇団東京ヴォードヴィルショー（げきだんとうきょうヴォードヴィルショー）は、日本の劇団。1973年、自由劇場を退団した佐藤B作を中心に結成。誰でも楽しめる軽演劇（ヴォードヴィル）をやろうというスローガンのもと活動している。
年1回の本公演の他、劇団内ユニット「花組エキスプレス」の公演や、若手劇団員による公演にも力を入れている。
結成当時のメンバーは佐藤B作、佐渡稔、坂本あきら、魁三太郎、花王おさむ。現在は佐藤と佐渡のみが劇団に残っている。

## 主な俳優
- 佐藤B作
- 佐渡稔
- 石井愃一
- 山口良一
- たかはし等
- あめくみちこ
- 山本ふじこ
- 大森ヒロシ
- まいど豊
- 瀬戸陽一朗
- 中田浄
- 京極圭
- 奈良崎まどか
- 市瀬理都子

## かつて所属していた俳優
- 喰始（元座付作家）
- 魁三太郎
- 坂本あきら
  - 退団後、『これっきり!黄昏て、途方に暮れて』『日暮里泥棒物語』『その場しのぎの男たち』（2003年）に客演。
- 花王おさむ
  - 退団後、『これっきり!黄昏て、途方に暮れて』に客演。
- 佐藤正宏
- 村松利史
- すずまさ
- 渡辺信子
- 久本雅美
- 柴田理恵
  - 退団後、喰始らと共に「WAHAHA本舗」旗揚げ。
- 辻川幸代
  - 退団後、「劇団ニュアンサー」旗揚げ。
- 能見達也
  - 退団後、『あほんだらすけ15』に客演。
- 佐藤望
  - 在団中にお笑いコンビ「デンジャラス」を結成。
- 安田和博
  - 在団中にお笑いコンビ「デンジャラス」を結成。
- 阪田マサノブ
  - 在団中にお笑いコンビ「Z-BEAM」を結成。後に「GO・JO」を結成。
- 前田真之輔
  - 在団中にお笑いコンビ「Z-BEAM」を結成。
- 櫻庭博道
  - 2006年に退団、フリー。
- 小林美江
  - 2006年に退団後も『アパッチ砦の攻防』（2011年）、『あほんだらすけ25』に出演。
- 山本圭壱（元研究所所属）
- 加藤浩次（元研究所所属）
  - 退団後、「極楽とんぼ」結成。
- 市川勇
  - 2018年に退団。

## 代表作品
- 『いつか見た男達』
- 『黄昏て、途方に暮れて』

## 出演番組
- お笑いマンガ道場 - 不定期に一度『第3回戦・大変だ!シリーズ』（最末期は第4回戦）にマンガが描かれているフリップを持っているパネラーの相方役として出演。